# Nakatsu
Nakatsu (中津市?) è una città giapponese della prefettura di Ōita.